# Great Divide
 (février 2024).
Si vous disposez d'ouvrages ou d'articles de référence ou si vous connaissez des sites web de qualité traitant du thème abordé ici, merci de compléter l'article en donnant les références utiles à sa vérifiabilité et en les liant à la section « Notes et références ».
Albums de Semisonic
Pleasure
(1995) Feeling Strangely Fine
(1998)
Great Divide est le premier album studio du groupe de rock alternatif américain Semisonic, enregistré et sorti en 1996.

## Liste des titres
1. F.N.T
2. If I Run
3. Delicious
4. Down In Flames
5. Across The Great Divide
6. Temptation
7. The Prize
8. No One Else
9. Brand New Baby
10. Falling
11. In Another Life
12. I'll Feel For You

## Musiciens
- Dan Wilson : guitare, chant
- John Munson : basse
- Jacob Slichter : batterie